# Jacques-Joseph Champollion
Jacques-Joseph Champollion, dito Champollion-Figeac (Figeac, 5 de outubro de 1778 – Fontainebleau, 9 de maio de 1867), foi um arqueólogo francês, conservador de manuscritos na Biblioteca Real e professor de paleografia na Escola de Cartas, sendo destituído pela República de 1848. Irmão mais velho de Jean-François Champollion, o decifrador dos hieróglifos egípcios, teve como mérito maior iniciar este irmão mais novo nas lides do ofício.

## Biografia
Champollion nasceu em Figeac, no departamento de Lot. Tornou-se professor de grego e bibliotecário na Universidade de Grenoble (1816), entretanto, foi obrigado a abandonar a profissão devido ao seu apoio a Napoleão nos Cem Dias. Subseqüentemente ele trabalhou como curador de manuscritos na Bibliothèque Nationale em Paris e professor de paleografia na École des Chartes.
Tornou-se bibliotecário do Château de Fontainebleau no ano 1849. Champollion foi o autor de várias obras com relevo filológico e histórico além de editar vários dos trabalhos de seu irmão.
Seu filho, Aimé-Louis (1812-1894), foi seu ajudante na Bibliothèque Nationale e o responsável por um estudo biográfico de sua família intitulado Les Deux Champollion (Grenoble, 1887).

## Obras
- «Antiquités de Grenoble ou Histoire ancienne de cette ville d'après ses monuments», 1807
- «Nouvelles recherches sur les patois ou idiomes vulgaires de la France et en particulier sur ceux du département de l'Isère», 1809
- Annales des Lagides, 1819
- Nouvelles recherches sur la ville gauloise d'Uxellodunum, assiégée et prise par J. César, rédigées d'après l'examen des lieux et des fouilles récentes, et accompagnées de plans topographiques et de planches d'antiquités, imprimerie royale, Paris, 1820
- L'Égypte ancienne, 1839